# Der Schweinestall
Der Schweinestall (Originaltitel: Porcile) ist ein Film von Pier Paolo Pasolini aus dem Jahr 1969. Die Hauptrollen spielten Pierre Clémenti und Jean-Pierre Léaud. Der Film kam in Deutschland nicht in den regulären Verleih.

## Handlung
Der Film erzählt parallel zwei Geschichten: die erste Geschichte spielt in einer undefinierten Vergangenheit, in der ein junger Mann durch eine karge Vulkanlandschaft zieht und dort zum Kannibalen wird. Es schließen sich ihm weitere Männer an, bis die Gruppe letztendlich von Soldaten verhaftet und gefesselt den wilden Tieren zum Fraß vorgeworfen wird.
Die zweite Geschichte spielt im Deutschland der 1960er Jahre und ist eine Art politisches Traktat über Verbrechen während des Dritten Reiches sowie über die Beziehung zwischen einem jungen, gesellschaftskritisch eingestellten Mädchen und einem bourgeoisen jungen Mann, der am Ende des Films von Schweinen in einem Schweinestall gefressen wird.
Pasolini über Porcile: „Die vereinfachte Botschaft des Films ist folgende: die Gesellschaft, jede Gesellschaft, frisst ihre ungehorsamen Kinder.“

## Kritiken
„Ein allegorisches Pamphlet über die Situation der italienischen Nachkriegsjugend, das in seiner ironisch-distanziert eingesetzten Schockästhetik an Buñuel erinnert.“

„Pasolini ist in eine dunkle Bildsprache geflüchtet, konsequenter Ausdruck eines Künstlers, der sich als Seher begreift. […] Festzustellen ist, daß für derart orphische Urworte zunehmend das Publikum fehlt, wobei dieser Begriff auch weiteste Teile der Kritik und der Cinéasten begreift. Kunst ist Kommunikation. Für Pasolini aber ist sie zum Selbstgespräch geworden.“